# 大成不銹鋼
大成不銹鋼工業股份有限公司（Ta Chen International, Inc.），簡稱大成鋼。由謝榮坤於1986年於台灣台南仁德創立的跨國鋼鐵集團。產品主要以不銹鋼、鋁材及螺絲螺帽為主。為美國進口不銹鋼製品及鋁捲板最大通路商

## 重大沿革[2]
- 1986年：謝榮坤於台南仁德創立大成不銹鋼工業股份有限公司，從事不銹鋼管製造及加工。
- 1989年：南投廠及高雄廠正式營業。
- 1990年：高雄廠遷至台南營運。
- 1994年：南投廠遷至草屯改名為草屯廠。
- 1996年：10月4日於台灣證券交易所上市　(股票代號 : 2027)
- 2014年：桃園廠投入運轉。
- 2017年：
  - 併購美國第二大鋁板／捲通路商 Empire Resources, Inc. (ERI)
  - 併購美國第二大鋁捲及鋁板進口通路商 Galex Inc.
  - 收購 Outokumpu Stainless Pipe, Inc.在美國當地之不銹鋼管製造廠

## 主要產品
鋼鐵製品：
- 不銹鋼管
- 閥門
- 法蘭
- 扣件

鋁製品：
- 鋁捲板
- 鋁鑄造品

## 外部連結
- 大成鋼集團官網（页面存档备份，存于）
- 大成不銹鋼工業股份有限公司 - 台灣公司資料 （页面存档备份，存于）